# Llista de monuments de Llançà
Llista de monuments de Llançà inclosos en l'Inventari del Patrimoni Arquitectònic Català per al municipi de Llançà (Alt Empordà). Inclou els inscrits en el Registre de Béns Culturals d'Interès Nacional (BCIN) amb la classificació de monuments històrics i els Béns Culturals d'Interès Local (BCIL) de caràcter arquitectònic.
| Monument                                                     | Protecció   | Estil/època                         | Localització                                                                | Coordenades                                          | Codi?         | Imatge |
| ------------------------------------------------------------ | ----------- | ----------------------------------- | --------------------------------------------------------------------------- | ---------------------------------------------------- | ------------- | --- |
| Torre, Castell de Llançà, Palau de l'Abat                    | BCIN 972-MH | Gòtic, obra popular XV, XVII        | Llançà C. Dins la Vila - c. de l'Església, 7                                | 42° 21′ 46″ N, 3° 09′ 05″ E / 42.362846°N,3.151468°E | RI-51-0005934 | Torre (Llançà) · Vegeu més fotos d'aquest monument · Carregueu una nova foto d'aquest monument                                        |
| Torre del Castellar                                          |             | Obra popular XVI                    | Llançà Illot del Castellar                                                  | 42° 22′ 22″ N, 3° 09′ 53″ E / 42.372669°N,3.164799°E | IPA-19790     | Torre del Castellar (Llançà) · Vegeu més fotos d'aquest monument · Carregueu una nova foto d'aquest monument                          |
| Dins la Vila - la Corralassa                                 |             | Gòtic, obra popular XV, XVI         | Llançà C. Dins la Vila, 7-8                                                 | 42° 21′ 48″ N, 3° 09′ 04″ E / 42.363213°N,3.151221°E | IPA-19791     | Dins la Vila - la Corralassa (Llançà) · Vegeu més fotos d'aquest monument · Carregueu una nova foto d'aquest monument                 |
| Pont del Ferrocarril de Valleta                              |             | Arquitectura del ferro XIX Final    | Llançà Ferrocarril Barcelona-França, entre Vilajuïga i Llançà, N-260, km 20 | 42° 20′ 53″ N, 3° 07′ 37″ E / 42.348072°N,3.126903°E | IPA-19792     | Carregueu una nova foto d'aquest monument                                                                                             |
| L'Arbre de la Llibertat                                      |             | Obra popular XVII                   | Llançà Pl. Major - pl. de Mossèn Trigàs                                     | 42° 21′ 48″ N, 3° 09′ 07″ E / 42.363275°N,3.152035°E | IPA-19794     | L'Arbre de la Llibertat (Llançà) · Vegeu més fotos d'aquest monument · Carregueu una nova foto d'aquest monument                      |
| Església de Santa Maria del Port de Llançà                   |             | Obra popular XVII                   | Llançà Av. Pau Casals, Port de Llançà                                       | 42° 22′ 07″ N, 3° 09′ 30″ E / 42.368571°N,3.158327°E | IPA-19795     | Església de Santa Maria del Port de Llançà · Vegeu més fotos d'aquest monument · Carregueu una nova foto d'aquest monument            |
| Antic campanar, torre de la Plaça                            |             | Romànic XIII                        | Llançà Pl. Major                                                            | 42° 21′ 48″ N, 3° 09′ 07″ E / 42.363415°N,3.151945°E | IPA-19796     | Antic campanar de la Plaça (Llançà) · Vegeu més fotos d'aquest monument · Carregueu una nova foto d'aquest monument                   |
| Església parroquial de Sant Vicenç de Llançà                 |             | Barroc, neoclassicisme XVIII Mitjan | Llançà Pl. Major                                                            | 42° 21′ 47″ N, 3° 09′ 06″ E / 42.362942°N,3.151567°E | IPA-19797     | Església parroquial de Sant Vicenç de Llançà (Llançà) · Vegeu més fotos d'aquest monument · Carregueu una nova foto d'aquest monument |
| Casa Marly, Residència El Temps Lliure, Residència de Llançà |             | Noucentisme XX Inici                | Llançà C. Rafael Estela, 18                                                 | 42° 21′ 49″ N, 3° 09′ 16″ E / 42.363704°N,3.154489°E | IPA-19798     | Casa Marly (Llançà) · Vegeu més fotos d'aquest monument · Carregueu una nova foto d'aquest monument                                   |
| Església de Sant Genís del Terrer                            |             | Preromànic X                        | Llançà Paratge del Terrer                                                   | 42° 21′ 44″ N, 3° 06′ 54″ E / 42.362319°N,3.114940°E | IPA-19801     | Església de Sant Genís del Terrer (Llançà) · Vegeu més fotos d'aquest monument · Carregueu una nova foto d'aquest monument            |
| Església de Sant Silvestre de Valleta                        |             | Preromànic, romànic X, XII          | Llançà Vall de Valleta                                                      | 42° 22′ 12″ N, 3° 05′ 52″ E / 42.370012°N,3.097908°E | IPA-19807     | Església de Sant Silvestre de Valleta (Llançà) · Vegeu més fotos d'aquest monument · Carregueu una nova foto d'aquest monument        |
| Colomar de Venturer                                          |             | Obra popular Medieval               | Llançà Vinyes d'en Tanasi                                                   | 42° 20′ 52″ N, 3° 08′ 59″ E / 42.347815°N,3.149618°E | IPA-19811     | Carregueu una nova foto d'aquest monument                                                                                             |
| Barraca entre Venturer i el Ximbalar                         |             | Obra popular XVIII                  | Llançà Paratge Venturer                                                     | 42° 21′ 19″ N, 3° 08′ 36″ E / 42.355370°N,3.143383°E | IPA-19816     | Carregueu una nova foto d'aquest monument                                                                                             |
| Colomar de Clarà                                             |             | Obra popular Medieval               | Llançà Paratge de Clarà                                                     | 42° 20′ 56″ N, 3° 07′ 34″ E / 42.348982°N,3.125994°E | IPA-19824     | Carregueu una nova foto d'aquest monument                                                                                             |
| Casamates del Castellar                                      |             | Obra popular XX Mitjan              | Llançà Illot del Castellar                                                  | 42° 22′ 23″ N, 3° 09′ 52″ E / 42.373058°N,3.164374°E | IPA-38760     | Casamates del Castellar (Llançà) · Vegeu més fotos d'aquest monument · Carregueu una nova foto d'aquest monument                      |
| Casa al carrer Gardissó, 2                                   |             | Obra popular XVIII                  | Llançà C. Gardissó, 2                                                       | 42° 21′ 49″ N, 3° 09′ 11″ E / 42.363697°N,3.153111°E | IPA-38867     | Casa al carrer Gardissó, 2 (Llançà) · Vegeu més fotos d'aquest monument · Carregueu una nova foto d'aquest monument                   |
| Casamates d'en Palomeres                                     |             | Obra popular XX Mitjan              | Llançà Ctra. N-260, km 21                                                   | 42° 20′ 56″ N, 3° 06′ 56″ E / 42.348912°N,3.115662°E | IPA-38893     | Carregueu una nova foto d'aquest monument                                                                                             |
| CEIP Pompeu Fabra                                            |             | Obra popular XX Final               | Llançà Pl. de les Esplanes                                                  | 42° 21′ 35″ N, 3° 09′ 15″ E / 42.359845°N,3.154189°E | IPA-39073     | CEIP Pompeu Fabra (Llançà) · Vegeu més fotos d'aquest monument · Carregueu una nova foto d'aquest monument                            |
| Casa al carrer de la Muralla, 1                              |             | Obra popular XIX                    | Llançà C. de la Muralla, 1                                                  | 42° 21′ 47″ N, 3° 09′ 04″ E / 42.363087°N,3.151051°E | IPA-39074     | Casa al carrer de la Muralla, 1 (Llançà) · Vegeu més fotos d'aquest monument · Carregueu una nova foto d'aquest monument              |
| Conjunt de Valleta                                           |             | Obra popular XVIII                  | Llançà Veïnat de Valleta                                                    | 42° 21′ 13″ N, 3° 06′ 37″ E / 42.353727°N,3.110237°E | IPA-39075     | Conjunt de Valleta (Llançà) · Vegeu més fotos d'aquest monument · Carregueu una nova foto d'aquest monument                           |
| Ajuntament de Llançà, Casa de la Vila, Escola Graduada       |             | Noucentisme XX Inici                | Llançà Av. Europa, 37                                                       | 42° 21′ 57″ N, 3° 09′ 16″ E / 42.365893°N,3.154361°E | IPA-39090     | Ajuntament (Llançà) · Vegeu més fotos d'aquest monument · Carregueu una nova foto d'aquest monument                                   |
| Casa al carrer Cabrafiga, 1                                  |             | Obra popular XX Inici               | Llançà C. Cabrafiga, 1                                                      | 42° 21′ 50″ N, 3° 09′ 13″ E / 42.363912°N,3.153531°E | IPA-39234     | Casa al carrer Cabrafiga, 1 (Llançà) · Vegeu més fotos d'aquest monument · Carregueu una nova foto d'aquest monument                  |
| Casa a l'avinguda Europa, 34                                 |             | Obra popular XIX Final              | Llançà Av. Europa, 34                                                       | 42° 21′ 56″ N, 3° 09′ 16″ E / 42.365523°N,3.154543°E | IPA-39257     | Casa a l'avinguda Europa, 34 (Llançà) · Vegeu més fotos d'aquest monument · Carregueu una nova foto d'aquest monument                 |
| Casa al carrer de la Pilota, 3                               |             | Modernisme XIX Final                | Llançà C. de la Pilota, 3                                                   | 42° 21′ 47″ N, 3° 09′ 08″ E / 42.363009°N,3.152205°E | IPA-39258     | Casa al carrer de la Pilota, 3 (Llançà) · Vegeu més fotos d'aquest monument · Carregueu una nova foto d'aquest monument               |
| Font de la plaça Major                                       |             | Obra popular XIX                    | Llançà Pl. Major                                                            | 42° 21′ 48″ N, 3° 09′ 08″ E / 42.363207°N,3.152223°E | IPA-39265     | Font de la plaça Major (Llançà) · Vegeu més fotos d'aquest monument · Carregueu una nova foto d'aquest monument                       |
| Torre de la plaça de la Torre                                |             | Obra popular XVIII                  | Llançà Pl. de la Torre, 4                                                   | 42° 21′ 42″ N, 3° 09′ 01″ E / 42.361652°N,3.150210°E | IPA-39266     | Torre de la plaça de la Torre (Llançà) · Vegeu més fotos d'aquest monument · Carregueu una nova foto d'aquest monument                |
| Casa al carrer de la Muralla, 14                             |             | Obra popular XIX Final              | Llançà C. de la Muralla, 14                                                 | 42° 21′ 45″ N, 3° 09′ 04″ E / 42.362448°N,3.150977°E | IPA-39267     | Casa al carrer de la Muralla, 14 (Llançà) · Vegeu més fotos d'aquest monument · Carregueu una nova foto d'aquest monument             |
| Hostal La Florida                                            |             | Obra popular XIX Final              | Llançà C. Floridablanca, 17 - c. Migdia                                     | 42° 21′ 43″ N, 3° 09′ 07″ E / 42.362023°N,3.152075°E | IPA-39268     | Hostal la Florida (Llançà) · Vegeu més fotos d'aquest monument · Carregueu una nova foto d'aquest monument                            |
| Mas d'en Guifré, Mas de n'Heras                              |             | Obra popular XVII                   | Llançà Paratge de Vilamartí                                                 | 42° 21′ 25″ N, 3° 08′ 47″ E / 42.356942°N,3.146410°E | IPA-39269     | Mas d'en Guifré (Llançà) · Vegeu més fotos d'aquest monument · Carregueu una nova foto d'aquest monument                              |
| Casa a la plaça Major, 6                                     |             | Obra popular XIX                    | Llançà Pl. Major, 6                                                         | 42° 21′ 47″ N, 3° 09′ 08″ E / 42.363126°N,3.152150°E | IPA-39270     | Casa a la plaça Major, 6 (Llançà) · Vegeu més fotos d'aquest monument · Carregueu una nova foto d'aquest monument                     |
| Casa al carrer la Selva, 8                                   |             | Obra popular XIX Final              | Llançà C. la Selva, 8                                                       | 42° 21′ 44″ N, 3° 09′ 12″ E / 42.362355°N,3.153266°E | IPA-39280     | Casa al carrer la Selva, 8 (Llançà) · Vegeu més fotos d'aquest monument · Carregueu una nova foto d'aquest monument                   |
| Casa al carrer Unió, 7                                       |             | Obra popular XIX                    | Llançà C. Unió, 7                                                           | 42° 21′ 44″ N, 3° 09′ 02″ E / 42.362205°N,3.150679°E | IPA-39297     | Casa al carrer Unió, 7 (Llançà) · Vegeu més fotos d'aquest monument · Carregueu una nova foto d'aquest monument                       |